# Prionocyphon laosensis
Prionocyphon laosensis es una especie de coleóptero de la familia Scirtidae.

## Distribución geográfica
Habita en Laos.